# Blåhuvad ara
Blåhuvad ara (Primolius couloni) är en fågel i familjen västpapegojor inom ordningen papegojfåglar.

## Utseende och läte
Blåhuvad ara är en relativt liten (41 cm) och färgglad ara. Den har en ljusgrön kropp med blått på vingkanter, handpennetäckare och vingpennor. Även huvudet är blott med en liten grå bar fläck i ansiktet från näbben bak kring ögat. Näbben är grå och medelstor. Stjärten är röd ovan, mot spetsen ljusblå, medan undersidan, liksom vingunversidan är sotgul. I flykten hörs mjuka och raspiga "purrr" eller "raaah". Även olika varierade ljusa skrin kan höras.

## Utbredning och systematik
Fågeln förekommer från östra Peru till norra Bolivia och västligaste Brasilien. Den behandlas som monotypisk, det vill säga att den inte delas in i några underarter.

## Status och hot
Rostmaskpapegojan har en liten världspopulation bestående av uppskattningsvis endast 2 500–10 000 vuxna individer. Den tros också minska i antal till följd av fångst för vidare försäljning inom burfågelindustrin. Fågeln är därför upptagen på internationella naturvårdsunionen IUCN:s röda lista över hotade arter, kategoriserad som sårbar (VU).

## Namn
Fågelns vetenskapliga artnamn hedrar den schweiziske zoologen Paul Louis de Coulon (1804-1894).